# ذكاء اصطناعي مولد

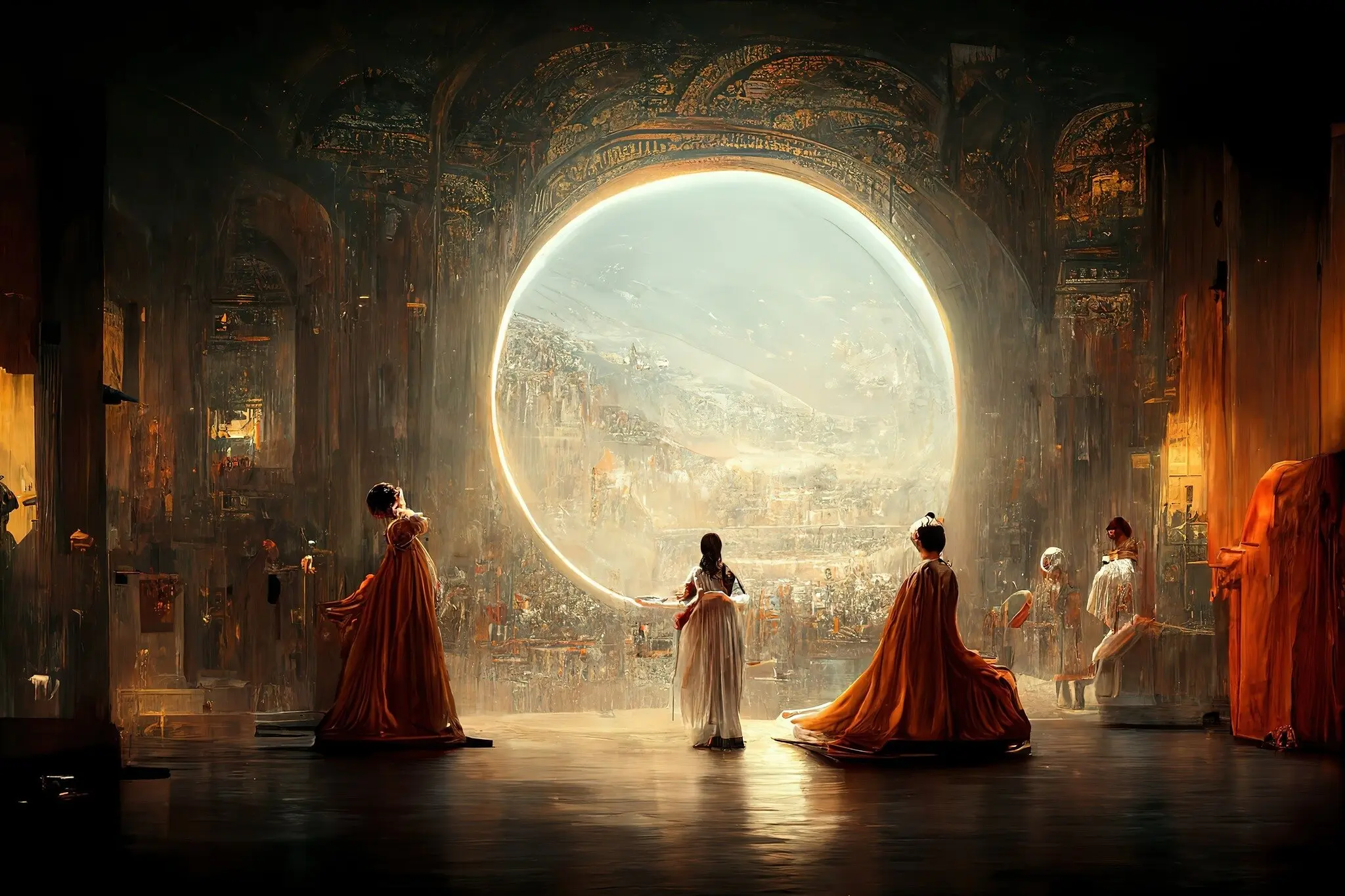
مسرح أوبرا الفضاء صورة مصنوعة باستخدام الذكاء الاصطناعي التوليدي ميدجورني

الذكاء الاصطناعي التوليدي أو المولِّد هو ذكاء اصطناعي قادر على إنشاء نصوص أو صور أو وسائط أخريات باستخدام النماذج المولِّدة أو التوليدية. تتعلم نماذج الذكاء الاصطناعي المُولدة أنماط وبنية بيانات التدريب المدخلة ثم تُنشِئ بيانات جديدة لها خصائص مماثلة.
في أوائل عام 2020 أدى التقدم في الشبكات العصبية العميقة القائمة على المحولات إلى تمكين عدد من أنظمة الذكاء الاصطناعي المُولدة المعروفة بقبول بالهندسة الفورية مدخلا. يتضمن ذلك روبوتات الدردشة ذات النماذج اللغوية الكبيرة مثل ChatGPT وCopilot وبارد وLLaMA وأنظمة فن الذكاء الاصطناعي لتحويل النص إلى صورة مثل ستيبل ديفيوجن ومِدجُرني ودال إي.
يستخدم الذكاءَ الاصطناعي المُولّد مجموعةٌ واسعة من المجالات مثل الفن والكتابة وكتابة السيناريو وتطوير البرمجيات وتصميم المنتجات والرعاية الصحية والتمويل والألعاب والتسويق والأزياء. ارتفع الاستثمار في الذكاء الاصطناعي المُولّد خلال أوائل عام 2020، حيث قامت الشركات الكبيرة مثل مايكروسوفت وجوجل وبايدو بالإضافة إلى العديد من الشركات الصغيرة بتطوير نماذج الذكاء الاصطناعي المُولد. ومع ذلك، ثمة مخاوف بشأن احتمال إساءة استخدام الذكاء الاصطناعي المُولّد في الجرائم الإلكترونية أو إنشاء أخبار كاذبة أو التزييف العميق الذي يمكن استخدامه لخداع الناس أو التلاعب بهم.

## التاريخ

### التاريخ المبكّر
منذ بدايته، أثار الباحثون في هذا المجال جدالاتٍ فلسفيةً وأخلاقيةً حول طبيعة العقل البشري وعواقب خلق كائناتٍ اصطناعيةٍ ذات ذكاءٍ شبيهٍ بِالذكاء البشري؛ وقد تم استكشاف هذه القضايا سابقًا من خلال الأساطيرِ والخيالِ والفلسفة منذ العصور القديمة. يعود مفهوم الفن الآلي إلى الأوتوماتا في الحضارة اليونانية القديمة على الأقل، حيث وُصِف مُخترعون مثل دايدالوس وهيرو الإسكندري بأنهم صمموا آلاتٍ قادرةً على كتابة النصوص وإصدار الأصوات وعزف الموسيقى. ازدهر تقليد الأوتوماتا الإبداعية عبر التاريخ، ومثلَته آلةُ مايلارديت التي تم إنشاؤها في أوائل القرن التاسع عشر. تم استخدام سلاسل ماركوف لفترةٍ طويلةٍ لِنمذجة اللغات الطبيعية منذ تطويرِها من قِبَل عالم الرياضيات الروسي أندريه ماركوف في أوائل القرن العشرين. نشر ماركوف أول ورقةٍ بحثيةٍ له حول هذا الموضوع في عام 1906،  وحلل نمط حروف العلة والساكنة في رواية "يوجيني أونجين" باستخدام سلاسل ماركوف. بمجرد تعلم سلسلة ماركوف على مجموعة نصوص، يُمكن استخدامُها بعد ذلك كمُولد نصوصٍ احتمالي.

### الذكاء الاصطناعيّ الأكاديميّ
تم إنشاء التخصص الأكاديمي للذكاء الاصطناعي في ورشة عملٍ بحثيةٍ عقدت في كلية دارتموث عام 1956، وشهد عدة موجاتٍ من التقدم والتفاؤل في العقود التي تلت ذلك. بدأ بحث الذكاء الاصطناعي في الخمسينيات من القرن الماضي بأعمالٍ مثل "آلات الحوسبة والذكاء" (1950) و"مشروع دارتموث الصيفي للبحوث في الذكاء الاصطناعي" لعام 1956. منذ الخمسينيات، استخدم الفنانون والباحثون الذكاء الاصطناعي لإنشاء أعمالٍ فنية. بحلول أوائل السبعينيات، كان هارولد كوهين ينشئ ويعرض أعمالًا فنيةً مولدةً بواسطة الذكاء الاصطناعي تم إنشاؤها بواسطة AARON، وهو برنامج كمبيوترٍ أنشأه كوهين لتوليد اللوحات.
تم استخدام مصطلحي "تخطيط الذكاء الاصطناعي التوليدي" أو "التخطيط التوليدي" في الثمانينيات والتسعينيات للإشارة إلى أنظمة تخطيط الذكاء الاصطناعي، وخاصةً تخطيط العمليات بمساعدة الكمبيوتر، المستخدمة لتوليد تسلسلاتٍ من الإجراءات للوصول إلى هدفٍ محدد. استخدمت أنظمة تخطيط الذكاء الاصطناعي التوليدي أساليب الذكاء الاصطناعي الرمزية مثل بحث فضاء الحالة وتلبية القيود، وكانت تقنيةً "ناضجةً نسبيًا" بحلول أوائل التسعينيات. تم استخدامها لتوليد خطط عملٍ للأزمات للاستخدام العسكري،  وخطط العمليات للتصنيع،  وخطط القرار كما هو الحال في نموذج المركبة الفضائية المستقلة.

### الشّبكات العصبية التوليدية (2014-2019)

في الأعلى مصنّف صور مثال على شبكةٍ عصبيةٍ مدرّبةٍ بهدفٍ تمييزيّ. في الأسفل نموذج تحويل النّصّ إلى صورة، مثال على شبكةٍ مدرّبةٍ بهدفٍ توليديّ.

غالبًا ما يستخدم مجال التعلم الآلي النماذج الإحصائية، بما في ذلك النماذج التوليدية، لنمذجة البيانات والتنبؤ بها. بدءًا من أواخر العقد الأول من القرن الحادي والعشرين، دفع ظهور التعلم العميق التقدم والبحث في تصنيف الصور والتعرف على الكلام ومعالجة اللغة الطبيعية ومهام أخرى. عادةً ما تم تدريب الشبكات العصبية في هذه الحقبة كنماذج تمييزية، نظرًا لصعوبة النمذجة التوليدية.
في عام 2014، أدت تطورات مثل المشفر التلقائي التبايني والشبكة التوليدية التنافسية إلى إنتاج أول شبكاتٍ عصبيةٍ عميقةٍ عمليةٍ قادرةٍ على تعلم النماذج التوليدية، بدلًا من التمييزية، لبياناتٍ معقدةٍ مثل الصور. كانت هذه النماذج التوليدية العميقة هي الأولى التي تخرج ليس فقط علامات التصنيف للصور ولكن أيضًا الصور بأكملها.
في عام 2017، مكنت شبكة المحولات من تحقيق تقدمٍ في النماذج التوليدية مقارنةً بنماذج الذاكرة الطويلة قصيرة المدى القديمة،  مما أدى إلى أول محولٍ توليديٍ مدربٍ مسبقًا (GPT)، والمعروف باسم GPT-1، في عام 2018. تبع ذلك في عام 2019 GPT-2 الذي أظهر القدرة على التعميم غير المراقب على العديد من المهام المختلفة كنموذجٍ أساسي.

### طفرة الذكاء الاصطناعيّ التوليديّ منذ 2020
في عام 2021، شهد إصدار دال-إي، وهو نموذج توليديّ للبيكسلات يعتمد على المحوّلات، تبعه ميدجورني وستيبل ديفيوجن، ظهور فنّ الذّكاء الاصطناعيّ العمليّ عالي الجودة من مطالبات اللّغة الطّبيعية.
أدّى الإصدار العامّ لشات جي بي تي في عام 2022 إلى شيوع استخدام الذّكاء الاصطناعيّ التّوليديّ لمهامّ عامّةٍ قائمةٍ على النّصّ.
في مارس 2023، تمّ إصدار جي بي تي-4، وجادل فريق من أبحاث مايكروسوفت بأنّه "يمكن اعتباره بشكلٍ معقولٍ نسخةً مبكّرةً (ولكن لا تزال غير كاملة) من نظام الذّكاء الاصطناعيّ العامّ". اعترض علماء آخرون على أنّ جي بي تي-4 يصل إلى هذه العتبة، واصفين الذّكاء الاصطناعيّ التّوليديّ بأنّه "لا يزال بعيدًا عن الوصول إلى معيار الذّكاء البشريّ العامّ". في عام 2023 أصدرت ميتا نموذج ذكاءٍ اصطناعيٍّ يسمّى (بالإنجليزية: ImageBind)‏ يجمع البيانات من النّصّ والصور والفيديو والبيانات الحرارية والبيانات ثلاثية الأبعاد والصّوت والحركة، والذي من المتوقّع أن يسمح بمحتوىً غامرٍ أكثر للذّكاء الاصطناعيّ التّوليديّ.
وفقًا لمسح أجرته ساس ومركز كولمان باركس للأبحاث، تعدّ الصّين رائدةً في العالم في تبنّي الذّكاء الاصطناعيّ التّوليديّ، حيث يستخدم 83% من المستجيبين الصّينيين هذه التّكنولوجيا، متجاوزين المتوسّط العالميّ البالغ 54% والولايات المتحدة بنسبة 65%. كشف تقرير للأمم المتحدة أنّ الصّين قدّمت أكثر من 38 ألف براءة اختراع في الذكاء الاصطناعي التوليدي من عام 2014 إلى عام 2023، متجاوزةً بكثير الولايات المتحدة.

## الأنماط
بُني نظام الذكاء الاصطناعي التوليدي على أسس من تقنيات التعلم الآلي غير المراقب، مثل الشبكات العصبية العميقة كالشبكات الخصمية التوليدية والمشفرات الرمزية التلقائية والمحولات. ويمكن تطويره كذلك باستخدام تقنيات التعلم الآلي ذاتي الإشراف على مجموعات بيانات واسعة.
تتوقف فعالية هذا النظام بصورة كبيرة على جودة البيانات المدخلة إليه. ويمكن أن يكون هذا النظام أحادي الوسائط، أي يعتمد على نوع واحد من المدخلات، أو متعدد الوسائط، حيث يستقبل أنواعًا متعددة من البيانات. فعلى سبيل المثال، يقبل أحد إصدارات نموذج جي بي تي-4 من شركة أوبن أيه آي كلًا من النصوص والصور كمُدخلات.

### النصوص
ابتداءً من ظهور أنظمة الذكاء الاصطناعي التوليدية المعتمدة على تدريبها على الكلمات أو رموزها اللغوية، مثل جي بي تي-3، وجي بي تي-4، وجي بي تي-4o، ولامدا، ولاما، وبلوم، وجيميناي وغيرها، صارت هذه الأنظمة قادرة على معالجة اللغات الطبيعية وإنجاز الترجمة الآلية وتوليد نصوص شبيهة بالنصوص البشرية. كما يمكن الاستعانة بها كقاعدة أساسية للعديد من المهام الأخرى. وتشمل مجموعات البيانات التي تدربت عليها هذه الأنظمة موسوعة ويكيبيديا العربية ومجموعة كتب BookCorpus وغيرها." 

### البرمجيات
إضافةً إلى النصوص اللغوية الطبيعية، يمكن تدريب النماذج اللغوية الضخمة على نصوص لغات البرمجة، مما يمكّنها من توليد شفرات مصدرية لبرامج حاسوبية مبتكرة. ومن الأمثلة البارزة على ذلك نموذج كودكس المطوّر من قبل شركة أوبن إيه آي.

### الصور

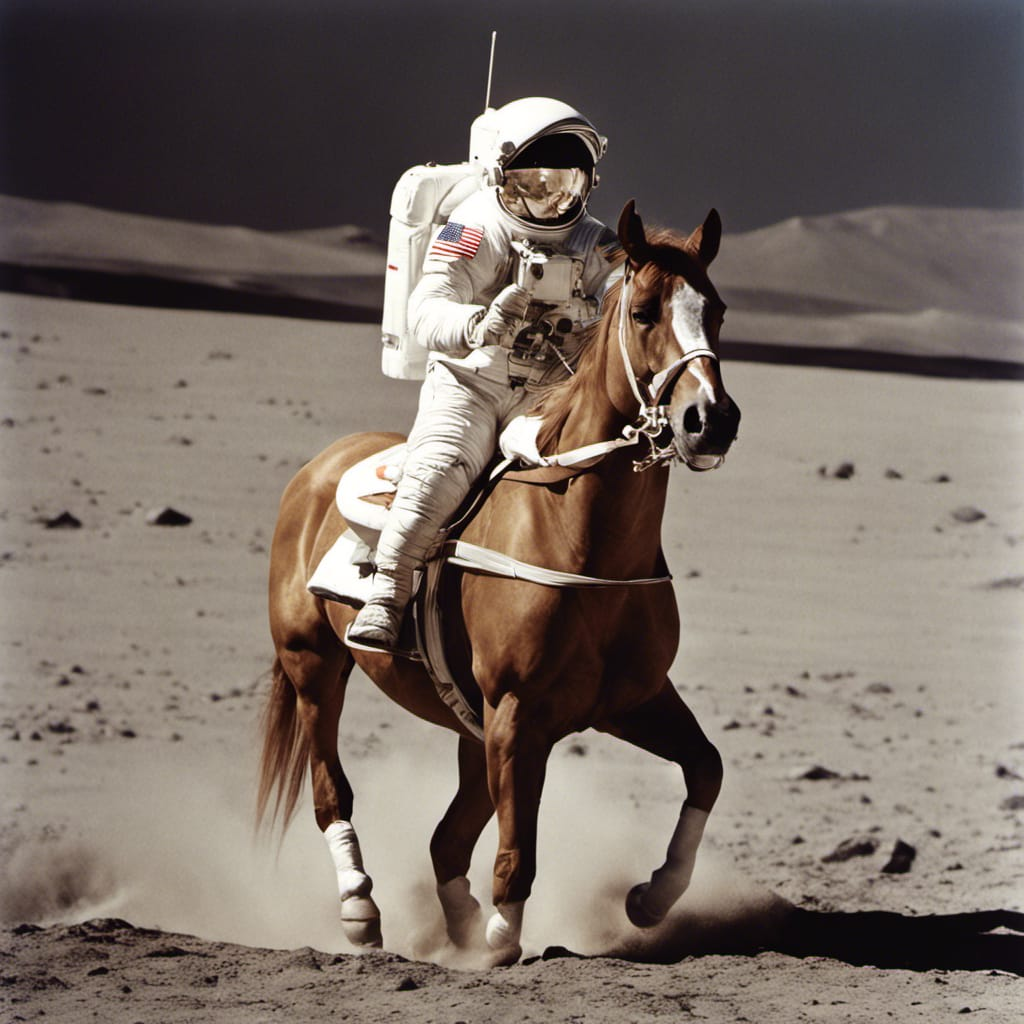
صورة مُولدة عبر ستيبل دفيوجن بالمطالبة التالية: صورة لرائد فضاء يمتطي حصانًا

يُعدُّ إنتاج الفنون البصرية عالية الجودة من أبرز التطبيقات التي يستخدم فيها الذكاء الاصطناعي التوليدي. وتعتمد هذه الأنظمة الذكية، مثل "إيماجن"، و"دال-إي"، و"ميدجورني"، و"أدوبي فايرفلاي"، و"ستابل دفيوجن" وغيرها، على تدريبها على مجموعات ضخمة من الصور المقترنة بأوصاف نصية. وتستخدم هذه الأنظمة بشكل واسع في توليد صور واقعية بدءًا من نصوص وصفية، وفي نقل الأنماط الفنية المعقدة. ومن الأمثلة على هذه المجموعات الضخمة من البيانات "لايون-5 بي" وغيرها.

### الصوت
يمكن تدريب الذكاء الاصطناعي التوليدي على مقاطع صوتية بشكل مُكثف لخلق توليف صوتي طبيعي، وتحويل النص إلى كلام بطريقة سلسة، كما يتجلى ذلك في أدوات التوليف السياقية كإلفن لابس أو "فويس بوكس" من منصة ميتا. ويمكن تدريب أنظمة الذكاء الاصطناعي التوليدي مثل (MusicLM) و(MusicGen) على أشكال الموجة الصوتية للموسيقى المسجلة مع تعليقات نصية،  لتوليد عينات موسيقية جديدة بناءً على أوصاف نصية، كقولنا 'لحن كمان هادئ مدعوم بصوت غيتار مشوه.

#### الموسيقى
تمكنت تقنيات التزييف العميق من توليد مقاطع صوتية مزيفة تحاكي أصوات الفنانين بصورة واقعية. ومن الأمثلة على ذلك، توليد مقطع صوتي لأغنية (بالإنجليزية: Savages)‏ باستخدام الذكاء الاصطناعي لمحاكاة صوت مغني الراب الشهير جاي-زي. ورغم وجود حماية قانونية لحقوق الطبع والنشر للألحان وكلمات الأغاني، إلا أن الأصوات الفنية لا تزال خارج نطاق هذه الحماية، مما يفتح الباب أمام استغلالها من قبل تقنيات الذكاء الاصطناعي التوليدي. وقد أثار هذا الأمر جدلًا واسعًا حول ضرورة منح الفنانين حقوق ملكية على الأصوات التي تحمل بصمتهم الفنية، حتى في حال استخدامها في إنتاج محتوى مزيف.
كما ظهرت برامج حاسوبية تعتمد على الذكاء الاصطناعي قادرة على توليد ألحان موسيقية كاملة بناءً على مدخلات نصية بسيطة واختيار النمط الموسيقي المطلوب. وتستند هذه البرامج إلى قواعد بيانات ضخمة من المقاطع الموسيقية والألحان الجاهزة.

### الفيديو
يمكن للأنظمة الذكية التوليدية التي تتدرب على بيانات فيديو مشروحة أن تنتج مقاطع فيديو مترابطة زمنيًا، غنية بالتفاصيل، واقعية بصريًا. ومن الأمثلة على ذلك نموذج سُورا من أوبن أيه آي، ونموذجي "Gen-1" و"Gen-2" من رنواي،  ونموذج "Make-A-Video" من ميتا.

### الحركات
يمكن تعليم الذكاء الاصطناعي التوليدي تحريك الآلات لتخطيط مسارات جديدة أو التنقل. مثلاً، يستخدم نموذج "يونيباي" من "غوغل للأبحاث" أوامر مثل "امسك الكأس الأزرق" أو "انظف الصحن بالإسفنجة الصفراء" لتحريك ذراع آلي. ويمكن لأنظمة الذكاء الاصطناعي التي تفهم الصور والكلمات والأفعال، مثل "آر تي - 2" من غوغل، أن تفهم أوامر المستخدم البسيطة وتنفذها بناءً على ما تراه، كأن يطلب المستخدم "امسك الديناصور" من بين ألعاب أخرى، فيقوم النظام بذلك.

### النمذجة ثلاثية الأبعاد
يُمكن للتصميم الحاسوبي المدعوم بالذكاء الاصطناعي أن يحوّل النصوص والصور والفيديوهات إلى نماذج ثلاثية الأبعاد تلقائيًا، مما يسرع عملية تصميم النماذج ثلاثية الأبعاد. ويمكن بناء مكتبات برمجية للتصميم الحاسوبي تعتمد على الذكاء الاصطناعي باستخدام البيانات المفتوحة المتعلقة بالمخططات والرسوم البيانية. كما توفر أدوات الذكاء الاصطناعي مساعدة قيمة في تبسيط سير العمل وتسهيل عملية التصميم.

## البرامج والأجهزة

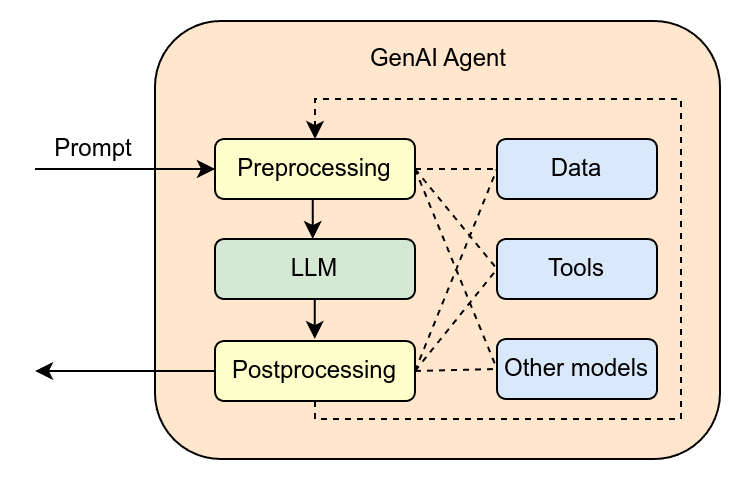
بنية وكيل الذكاء الاصطناعي التوليدي

تستخدم نماذج الذكاء الاصطناعي التوليدي لتشغيل منتجات روبوت المحادثة مثل شات جي بي تي، وأدوات البرمجة مثل غيت هاب كوبايلوت،  ومنتجات تحويل النص إلى صورة مثل ميدجورني، ومنتجات تحويل النص إلى فيديو مثل رنواي جين-2. تم دمج ميزات الذكاء الاصطناعي التوليدي في مجموعةٍ متنوعةٍ من المنتجات المتاحة تجاريًا مثل مايكروسوفت أوفيس (مايكروسوفت كوبايلوت)،  وجوجل صور،  وأدوبي فايرفلاي. تتوفر العديد من نماذج الذكاء الاصطناعي التوليدي أيضًا كبرامج مفتوحة المصدر، بما في ذلك ستيبل ديفيوجن ونموذج اللغة لاما.
يمكن تشغيل نماذج الذكاء الاصطناعي التوليدية الأصغر التي تحتوي على ما يصل إلى بضعة ملياراتٍ من المعلمات على الهواتف الذكية والأجهزة المضمنة وأجهزة الكمبيوتر الشخصية. على سبيل المثال، يمكن تشغيل لاما-7B (إصدار يحتوي على 7 مليارات معلمة) على راسبيري باي 4،  ويمكن تشغيل إصدارٍ واحدٍ من ستيبل ديفيوجن على آيفون 11.
يمكن تشغيل النماذج الأكبر التي تحتوي على عشرات المليارات من المعلمات على أجهزة الكمبيوتر المحمولة أو أجهزة الكمبيوتر المكتبية. لتحقيق سرعة مقبولة، قد تتطلب النماذج من هذا الحجم مسرعات مثل رقائق وحدة معالجة الرسوميات التي تنتجها إنفيديا وإي إم دي، أو المحرك العصبي المضمنة في منتجات أبل سيليكون. على سبيل المثال، يمكن تكوين إصدار لاما ذي 65 مليار معلمة للعمل على كمبيوتر مكتبي.
تشمل مزايا تشغيل الذكاء الاصطناعي التوليدي محليًا حماية الخصوصية والملكية الفكرية، وتجنب تحديد المعدل والرقابة. يركز منتدى على ريديت بشكل خاص على استخدام بطاقة الرسوميات من فئة المستهلكين،  من خلال تقنياتٍ مثل الضغط. هذا المنتدى هو أحد مصدرين فقط يثق بهما أندريه كارباثي لمعايير نماذج اللغة. دعا يان ليكون إلى نماذج مفتوحة المصدر لقيمتها للتطبيقات الرأسية،  ولتحسين سلامة الذكاء الاصطناعي.
عادةً ما تعمل نماذج اللغة التي تحتوي على مئات المليارات من المعلمات، مثل جي بي تي-4 أو بالم، على أجهزة كمبيوتر مركز البيانات المجهزة بمصفوفاتٍ من وحدات معالجة الرسومات (مثل H100 من إنفيديا) أو رقائق مسرع الذكاء الاصطناعي (مثل TPU من جوجل). عادةً ما يتم الوصول إلى هذه النماذج الكبيرة جدًا كخدمات سحابية عبر الإنترنت.
في عام 2022، فرضت ضوابط التصدير الجديدة للولايات المتحدة على الحوسبة المتقدمة وأشباه الموصلات إلى الصين قيودًا على صادرات رقائق وحدة معالجة الرسوميات ومسرعات الذكاء الاصطناعي المستخدمة للذكاء الاصطناعي التوليدي إلى الصين. تم تطوير رقائق مثل (بالإنجليزية: NVIDIA A800)‏  و(بالإنجليزية: Biren Technology BR104)‏  لتلبية متطلبات العقوبات.
هناك برامج مجانية في السوق قادرة على التعرف على النص الذي تم إنشاؤه بواسطة الذكاء الاصطناعي التوليدي (مثل جي بي تي زيرو [الإنجليزية])، بالإضافة إلى الصور أو الصوت أو الفيديو القادمة منه. تشمل استراتيجيات التخفيف المحتملة لكشف محتوى الذكاء الاصطناعي بشكلٍ عام العلامات المائية الرقمية، ومصادقة المحتوى، واسترجاع المعلومات، ونماذج مصنف التعلم الآلي. على الرغم من ادعاءات الدقة، فإن أدوات الكشف عن نصوص الذكاء الاصطناعي المجانية والمدفوعة غالبًا ما تنتج نتائج إيجابيةً خاطئة، متهمةً الطلاب خطأً بتقديم أعمال مولدة بالذكاء الاصطناعي.

## القانون والتشريع
في الولايات المتحدة الأمريكية، أبرمت مجموعة من الشركات الرائدة في مجال الذكاء الاصطناعي، من قبيل أوبن إيه آي وألفابت وميتا، اتفاقية طوعية مع الإدارة الأمريكية في شهر يوليو من عام 2023، تهدف إلى وضع علامة مميزة على المحتوى الذي تولّده أنظمة الذكاء الاصطناعي. وفي شهر أكتوبر من العام نفسه، تم توسيع نطاق هذه الإجراءات من خلال الأمر التنفيذي رقم 14110 الذي استند إلى قانون الإنتاج الدفاعي، ليفرض على جميع الشركات الأمريكية إشعار الحكومة الفيدرالية عند تدريب نماذج معينة من الذكاء الاصطناعي ذات القدرات العالية.
أما في الاتحاد الأوروبي، فقد تضمن مشروع قانون الذكاء الاصطناعي المقترح مجموعة من المتطلبات التي تهدف إلى تنظيم هذا المجال، ومن بين هذه المتطلبات الإفصاح عن المواد المحمية بحقوق النشر التي تستخدم في تدريب أنظمة الذكاء الاصطناعي التوليدية، وكذلك ضرورة الإشارة بوضوح إلى أن أي مخرجات يتم توليدها بواسطة هذه الأنظمة هي من صنع الذكاء الاصطناعي.
أصدرت إدارة الفضاء الإلكتروني الصينية "اللوائح المؤقتة لإدارة خدمات الذكاء الاصطناعي التوليدي" والتي تستهدف تنظيم جميع خدمات الذكاء الاصطناعي التوليدي المتاحة للجمهور. تتضمن هذه اللوائح مجموعة من الشروط، من بينها إلزامية وضع علامة مائية على الصور أو مقاطع الفيديو المُولَّدة آليًا، ووضع معايير صارمة لجودة البيانات المستخدمة في تدريب هذه النماذج وتصنيفها، إلى جانب قيود مشددة على جمع البيانات الشخصية. كما توجّه اللوائح بأن تكون مخرجات الذكاء الاصطناعي التوليدي متسقة مع "القيم الاشتراكية الأساسية".

### حقوق النشر

#### التدريب باستخدام محتوى محمي بحقوق النشر
خضع أنظمة الذكاء الاصطناعي التوليدي، أمثال شات جي بي تي وميدجورني، لتدريب عميق على مجموعات ضخمة من البيانات المتاحة للعموم، والتي تشمل أعمالًا محمية بحقوق التأليف والنشر. وقد دفع مطورو هذه الأنظمة بأن هذا التدريب يقع ضمن مفهوم الاستخدام العادل، في حين يرى أصحاب الحقوق أن ذلك يعد انتهاكًا صريحًا لحقوقهم.
يدافع أنصار هذا التدريب، الذي يُطلق عليه "الاستخدام العادل"، عن أن هذا الاستخدام تحويلي بطبيعته، ولا يشمل نسخًا حرفية للأعمال المحمية وإتاحتها للجمهور. وعلى الجانب الآخر، يرى المنتقدون أن مولدات الصور مثل ميدجورني قادرة على إنتاج نسخ شبه مطابقة للصور المحمية، وأن برامج الذكاء الاصطناعي التوليدي تشكل منافسة مباشرة للمحتوى الذي تدربت عليه.
يدافع أنصار تدريب الاستخدام العادل عن أن هذا الاستخدام تحويلي بطبيعته، ولا يشمل نسخًا مباشرًا لأعمال محمية وإتاحتها للجمهور. وعلى الجانب الآخر، يرى المنتقدون أن مولدات الصور مثل ميدجورني قادرة على إنتاج نسخ طبق الأصل تقريبًا لصور محمية،  وأن برامج الذكاء الاصطناعي التوليدي تشكل منافسة مباشرة للمحتوى الذي تدربت عليه.
حتى عام 2024 لا تزال المحاكم تشهد العديد من القضايا المتعلقة باستخدام المواد المحمية بحقوق التأليف والنشر في تدريب نماذج الذكاء الاصطناعي. فقد رفعت وكالة غيتي إيميجز دعوى قضائية ضد شركة "ستابيليتي أيه آي" بسبب استخدامها لصورها في تدريب نموذج ستيبل ديفيوجن. كما رفع كل من نقابة المؤلفين وصحيفة نيويورك تايمز دعاوى قضائية ضد شركتي مايكروسوفت وأوبن أيه آي بسبب استخدام أعمالهما في تدريب نموذج شات جي بي تي.

#### حقوق نشر المحتوى المولَّد بالذكاء الاصطناعي
تُثار تساؤلات جوهرية حول إمكانية حماية الأعمال المولدة بالذكاء الاصطناعي بحقوق النشر. وقد اتخذت مكتب حقوق الطبع والنشر بالولايات المتحدة موقفًا واضحًا برفض حماية الأعمال التي تخلو من أي بصمة بشرية، مؤكدة على ضرورة وجود عنصر إبداعي بشري أصيل. ورغم ذلك، تبقى هذه القضية مفتوحة للنقاش، حيث دعت المكتبة إلى مشاركة الجمهور لإعادة تقييم هذه القواعد في ظل التطورات المتسارعة في مجال الذكاء الاصطناعي التوليدي.

## المخاوف
أثار تطوير الذكاء الاصطناعي التوليدي مخاوف عارمة لدى الحكومات والشركات والأفراد على حد سواء، مما حدا بهم إلى الاحتجاج والتوجه إلى القضاء والمطالبة بوقف تجارب الذكاء الاصطناعي. وتزامنًا مع ذلك، اتخذت حكومات عديدة إجراءات تنظيمية في هذا الصدد. وفي إحاطة قدمها الأمين العام للأمم المتحدة، أنطونيو غوتيريش، إلى مجلس الأمن في يوليو عام 2023، أكد على أن الذكاء الاصطناعي التوليدي يحمل في طياته إمكانات هائلة للخير والشر على نطاق واسع. وأشار إلى أن هذه التقنية من شأنها أن تسارع وتيرة التنمية العالمية وتضيف ما بين عشرة وخمسة عشر تريليون دولار إلى الاقتصاد العالمي بحلول عام 2030. ومع ذلك، حذر من أن استخدامه السيئ قد يؤدي إلى نتائج كارثية، مثل خسائر فادحة في الأرواح والدمار الشامل والصدمات النفسية العميقة على نطاق غير مسبوق.

### فقدان الوظائف

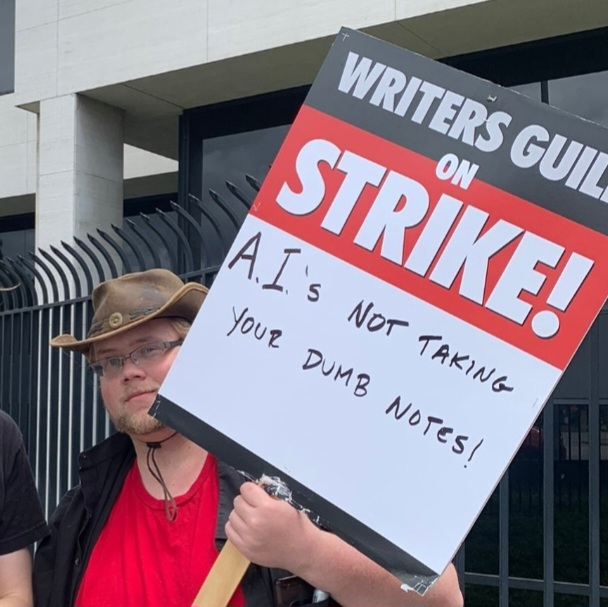
محتج في إضراب نقابة كتاب أمريكا الذي وقع عام 2023. ومن بين مطالب النقابة، وإن لم تكن الأبرز، "وضع ضوابط على استخدام الذكاء الاصطناعي التوليدي".

منذ بدايات تطوير الذكاء الاصطناعي، طرح منشئ برنامج إليزا، جوزيف فايزنباوم وآخرون، تساؤلات جوهرية حول مدى ملاءمة تكليف الحواسيب بمهام معينة، بالنظر إلى الفوارق الجوهرية بين قدرات الحواسيب والبشر، وبين العمليات الحسابية والأحكام القيمية التي تتطلب تفكيرًا نقديًا.
في أبريل من عام 2023، أفاد باحثون أن تقنيات الذكاء الاصطناعي في توليد الصور أدت إلى فقدان ما يقرب من 70% من وظائف رسامي ألعاب الفيديو في الصين. وفي يوليو من العام نفسه، ساهمت التطورات المتسارعة في مجال الذكاء الاصطناعي التوليدي في تفاقم النزاعات العمالية في هوليوود، حيث أعلنت فران دريشر رئيسة نقابة ممثلي الشاشة أن الذكاء الاصطناعي يشكل تهديدًا وجوديًا للمهن الإبداعية. كما اعتبرت تقنيات توليد الصوت التي تعتمد على الذكاء الاصطناعي تحديًا مباشرًا لقطاع التمثيل الصوتي.
لا يزال التفاعل بين الذكاء الاصطناعي والمخاوف المتعلقة بالتوظيف في المجتمعات المهمشة حول العالم يمثل قضية بالغة الأهمية. ففي الوقت الذي يعد فيه الذكاء الاصطناعي بزيادة الكفاءة وتطوير المهارات، تظل المخاوف بشأن فقدان الوظائف والتحيزات في عمليات التوظيف قائمة بين هذه الفئات، كما تشير استطلاعات الرأي التي أجرتها مجلة فاست كومباني.
وللاستفادة من إمكانات الذكاء الاصطناعي في بناء مجتمع أكثر عدالة، ينبغي اتخاذ خطوات استباقية تشمل الحد من التحيزات، وتعزيز الشفافية، واحترام الخصوصية، وتشجيع التنوع في فرق العمل، واعتماد معايير أخلاقية صارمة. وتتضمن الاستراتيجيات المقترحة إعادة توجيه السياسات نحو التنظيم الشامل والتصميم الذي يأخذ في الاعتبار احتياجات الجميع، بالإضافة إلى الاستثمار في التعليم المخصص لتقليل الآثار السلبية للذكاء الاصطناعي وتعظيم فوائده.

### التحيز العرقي والجنسي
إن نماذج الذكاء الاصطناعي التوليدية قادرة على عكس وتضخيم أي انحياز ثقافي كامن في البيانات الأساسية. فعلى سبيل المثال، قد يفترض نموذج اللغوي أن الأطباء والقضاة من الرجال، وأن السكرتيرات أو الممرضات من النساء، إذا كانت هذه الانحيازات سائدة في بيانات التدريب. وبالمثل قد ينتج نموذج الصور الذي يُطلب منه توليد "صورة لرئيس تنفيذي" عددًا غير متناسب من صور لرؤساء تنفيذيين من الذكور البيض، إذا ما تدرب على مجموعة بيانات متحيزة عرقيًا. وقد جُرّبت عدة طرق للتخفيف من هذا الانحياز، مثل تعديل المطالبات الإدخالية وإعادة توازن بيانات التدريب.

### التزييف العميق
التزييف العميق، وهو مصطلح مركب يعكس تزاوج تقنيات التعلم العميق مع عمليات التزييف، يمثل أحدث تطورات الذكاء الاصطناعي في مجال تعديل المحتوى المرئي. يتيح هذا التقنية استبدال وجه شخص ما بوجه آخر في صورة أو مقطع فيديو بدقة مذهلة، وذلك بفضل القدرات المتطورة للشبكات العصبية الاصطناعية.
ولقد أثار التزييف العميق موجة واسعة من الاهتمام والمخاوف، إذ بات يستغل في إنتاج محتوى مزيف يحاكي الواقع بشكل مقنع. ومن أبرز الاستخدامات السلبية لهذه التقنية: إنتاج مقاطع فيديو إباحية مزيفة لشخصيات مشهورة، والانتقام الإباحي، ونشر الأخبار الكاذبة والشائعات، والتلاعب بالرأي العام، وتضليل المعلومات الصحية، وارتكاب عمليات الاحتيال، والتدخل في الانتخابات.
وفي ظل هذه التطورات الخطيرة، باتت هناك حاجة ملحة إلى تطوير أدوات وأساليب للكشف عن المحتوى المزيف، وتحديد هوية الجهات التي تقف وراءه. وقد أطلقت العديد من الشركات والحكومات مبادرات للتصدي لهذه الظاهرة الخطيرة.
وقد كشفت دراسة أجرتها شركة "لوجيكالي" للتحقق من الحقائق في يوليو 2023 أن نماذج الذكاء الاصطناعي التوليدية الشهيرة مثل ميدجورني ودال-إي 2 وستابل ديفوجن قادرة على إنتاج صور مزيفة واقعية للغاية، مما يزيد من صعوبة التمييز بين الحقيقة والزيف.
وفي سياق البحث عن حلول لهذه المشكلة، اقترح باحثون في أبريل 2024 استخدام تقنية دفتر الأستاذ الموزع (بلوك تشين) لتعزيز الشفافية والتحقق من صحة البيانات المستخدمة في تطوير وتشغيل أنظمة الذكاء الاصطناعي.

#### تزييف عميق صوتي
أثارت حالات استغلال البرمجيات المولدة للأصوات في إنتاج تصريحات مثيرة للجدل منسوبة إلى مشاهير ومسؤولين وشخصيات بارزة، قلقًا أخلاقيًا بشأن استخدام الذكاء الاصطناعي في هذا المجال. وقد تسببت هذه الحالات في تساؤلات حول حدود هذا التكنولوجيا وآثارها السلبية. وردًا على هذه المخاوف، أعلنت بعض الشركات المتخصصة في توليد الأصوات عن اتخاذ إجراءات وقائية لمنع الاستخدام غير المشروع لهذه التقنية، مثل فرض ضوابط تحقق من هوية المستخدم.
ولم تقتصر المخاوف على مجال التصريحات الصوتية، بل امتدت إلى عالم الموسيقى. فقد شهدنا استخدام تقنيات توليد الأصوات في إنشاء أعمال موسيقية منسوبة إلى فنانين مشهورين، الأمر الذي أثار جدلًا واسعًا حول حقوق الملكية الفكرية وأصالة الأعمال الفنية. كما استُخدمت هذه التقنيات في تحسين جودة تسجيلات موسيقية مسربة أو غير مكتملة، مما يثير تساؤلات حول تأثير هذه التقنية على صناعة الموسيقى.
وفي مجال الفن الرقمي، ظهرت شخصيات فنية رقمية جديدة تم إنشاؤها بالكامل باستخدام الذكاء الاصطناعي، وحظيت بعضها بشعبية كبيرة. ومع ذلك، واجه مطورو هذه الشخصيات انتقادات لاذعة بسبب طبيعتها الاصطناعية، والتي قد تؤدي إلى فقدان القيمة الفنية للأعمال الفنية التقليدية. كما أثيرت مخاوف بشأن المحتوى الذي تقدمه هذه الشخصيات، والذي قد يكون غير لائق أو يضر بسمعة الفنانين الحقيقيين.

### الجريمة السيبرانية
استُغلّت قدرة الذكاء الاصطناعي التوليدي على توليد محتوى وهمي شبيه بالواقع في تنفيذ العديد من الجرائم الإلكترونية، ومن أبرزها عمليات الاحتيال الإلكتروني. فقد استخدمت مقاطع الفيديو والصوت المزيفة التي أنتجها الذكاء الاصطناعي في نشر معلومات مضللة وعمليات احتيال واسعة النطاق. وقد حذر شومان غوسماجومدر، رئيس مكافحة الاحتيال السابق في شركة غوغل، من أن هذه التقنية، رغم الضجة الإعلامية التي أثيرت حولها في البداية، ستصبح قريبًا أمرًا اعتياديًا، مما يزيد من خطورتها.
ولم يتوقف الأمر عند هذا الحد، فقد استُخدمت نماذج اللغات الكبيرة وغيرها من أشكال الذكاء الاصطناعي في توليد كميات هائلة من النصوص لإنشاء مراجعات وهمية على مواقع التجارة الإلكترونية بهدف تضليل المستهلكين وتعزيز تقييم المنتجات بشكل غير مشروع. بل إن مجرمي الإنترنت قاموا بتطوير نماذج لغوية كبيرة مخصصة للاحتيال، مثل ورم جي بي تي (WormGPT)، وفراد جي بي تي (FraudGPT).
كشفت الأبحاث الحديثة لعام 2023 عن وجود نقاط ضعف جوهرية في الذكاء الاصطناعي التوليدي يمكن للمجرمين استغلالها لاستخراج معلومات حساسة والتلاعب بالأنظمة الأمنية. وقد قدمت هذه الأبحاث أمثلة عملية على هجمات نُفذت على روبوت الدردشة شات جي بي تي، مثل عمليات اختراق الأنظمة والتحايل النفسي العكسي. وعلاوة على ذلك، يمكن للأفراد ذوي النوايا السيئة استخدام شات جي بي تي في تنفيذ هجمات الهندسة الاجتماعية والتصيد الاحتيالي، مما يكشف عن الجانب المظلم لهذه التقنية المتقدمة.

### الاعتماد على عمالقة الصناعة
يتطلب تدريب النماذج اللغوية الكبيرة، التي تُعدُّ من أرقى نماذج الذكاء الاصطناعي، قدرًا فلكيًا من الطاقة الحاسوبية. ونتيجة لذلك، فإن الشركات التكنولوجية العملاقة وحدها هي القادرة على تحمل تكاليف هذه العمليات الحسابية المكثفة. أما الشركات الناشئة، كشركة كوهير وأوبن إيه آي، فتضطر إلى استئجار سعات تخزينية وحسابية ضخمة من الشركات العملاقة مثل غوغل ومايكروسوفت على الترتيب.

### الطّاقة والبيئة
أعرب الباحثون والمحللون عن بالغ قلقهم إزاء الآثار البيئية المترتبة على تطوير ونشر النماذج التوليدية. فقد أشاروا إلى زيادة ملحوظة في انبعاثات ثاني أكسيد الكربون،  واستهلاك كميات هائلة من المياه العذبة لتشغيل مراكز البيانات،  وارتفاع استهلاك الطاقة الكهربائية. وتفاقمت هذه المخاوف مع تزايد دمج هذه النماذج في أدوات البحث الشائعة الاستخدام مثل محركي البحث جوجل وبينج،  وارتفاع شعبية روبوتات الدردشة والتطبيقات المماثلة، فضلًا عن الحاجة المتكررة لإعادة تدريب هذه النماذج.
وللتخفيف من هذه الآثار، اقترح الباحثون مجموعة من الاستراتيجيات، من بينها تقييم التكاليف البيئية المحتملة قبل الشروع في تطوير النموذج أو جمع البيانات، وزيادة كفاءة مراكز البيانات لتقليل استهلاك الطاقة،  وبناء نماذج تعلم آلي أكثر كفاءة،  وتقليل عدد مرات إعادة تدريب النماذج،  وتطوير أطر عمل حكومية لتقييم الأثر البيئي لهذه النماذج،  وتعزيز الشفافية في هذا المجال،  وتنظيم استهلاك الطاقة والمياه،  وتشجيع الباحثين على نشر البيانات حول البصمة الكربونية لنماذجهم،  وزيادة عدد الخبراء القادرين على الربط بين مجالي التعلم الآلي وعلوم المناخ.

### جودة المحتوى
تصف صحيفة نيويورك تايمز مصطلح "سُلُوب" بأنه شبيه بالبريد العشوائي، إذ يشير إلى "محتوى ذكاء اصطناعي رديء أو غير مرغوب فيه يتسلل إلى منصات التواصل الاجتماعي، الأعمال الفنية، الكتب، وحتى نتائج البحث". وقد أعرب الصحفيون عن قلقهم إزاء الانتشار المتزايد لهذا المحتوى ذي الجودة المتدنية، والذي يهدد بتغيير طبيعة التفاعل مع منصات التواصل الاجتماعي،  مدفوعًا بحوافز مالية تقدمها شركات هذه المنصات لتشجيع نشره،  وانتشار الأخبار الكاذبة والرسائل السياسية المضللة،  وحتى محاولات التلاعب في الأبحاث العلمية. كما يخشى الصحفيون من أن يؤدي هذا إلى زيادة الوقت والجهد المبذول للعثور على محتوى موثوق به وذات قيمة على الإنترنت،  فضلًا عن تحديات جديدة تواجه محركات البحث في فهرسة هذا الكم الهائل من المحتوى المولد،  وحتى التأثير السلبي على الصحافة التقليدية نفسها.
وقد كشفت دراسة أجراها باحثون في مختبرات الذكاء الاصطناعي في أمازون ويب سيرفيسز عن أن أكثر من 57% من الجمل في عينة ضخمة تضمنت أكثر من 6 مليارات جملة مستخرجة من "كومن كراول" - وهي قاعدة بيانات ضخمة لصفحات الويب - قد تُرجمت آليًا. وقد تبين أن العديد من هذه الترجمات الآلية كانت ذات جودة متدنية، خاصة تلك التي تُرجمت عبر ثلاث لغات أو أكثر. كما لوحظ أن اللغات الأقل شيوعًا (مثل الولوفية، والكوسية) قد تُرجمت غالبًا عبر لغات أكثر شيوعًا (مثل الإنجليزية والفرنسية) مما أدى إلى تدهور جودة الترجمة.
في شهر سبتمبر من عام 2024، أعلنت روبن سبير، مؤلفة قاعدة البيانات المفتوحة المصدر "ووردفريك" والتي تحسب تكرارات الكلمات اعتمادًا على النصوص المتاحة على الإنترنت، عن توقفها عن تحديث البيانات. وقد جاء هذا القرار بسبب عدة عوامل، منها التكاليف الباهظة لاستخلاص البيانات من منصات مثل ريديت وتويتر، والتركيز المفرط على الذكاء الاصطناعي التوليدي على حساب الطرق التقليدية في مجال معالجة اللغات الطبيعية. وقد أشارت سبير إلى أن "الذكاء الاصطناعي التوليدي قد لوث البيانات".
وقد أدى الاعتماد المتزايد على أدوات الذكاء الاصطناعي التوليدي إلى انفجار في المحتوى المُولَّد آليًا عبر مختلف المجالات. وتشير دراسة أجرتها كلية لندن الجامعية إلى أنه في عام 2023، تم كتابة أكثر من ستين ألف مقال علمي، أي ما يزيد عن واحد في المئة من إجمالي المنشورات العلمية، بمساعدة نماذج اللغة الكبيرة على الأرجح. كما أظهر معهد ستانفورد للذكاء الاصطناعي الموجه للإنسان أن حوالي 17.5% من الأوراق البحثية في علوم الحاسوب المنشورة حديثًا، وحوالي 16.9% من نصوص المراجعة العلمية، تتضمن حاليًا محتوى مولَّدًا بواسطة نماذج اللغة الكبيرة.
يسلك المحتوى المرئي مسارًا متوافقًا. فمنذ إطلاق نموذج دال-إي 2 في العام 2022، قُدِّر أن يكون قد تم توليد ما يزيد عن 34 مليون صورة يوميًا في المتوسط. وحتى أغسطس عام 2023 تجاوز عدد الصور التي تم إنشاؤها باستخدام خوارزميات تحويل النص إلى صورة خمسة عشر مليار صورة، حيث تم توليد ثمانين بالمئة منها بواسطة نماذج تستند إلى ستابل ديفيوجن.
إذا أُدرجت المخرجات التي أنتجها الذكاء الاصطناعي في مجموعات البيانات الجديدة التي تستقي من الإنترنت لتدريب نماذج الذكاء الاصطناعي بشكل متكرر، فإن النماذج الناتجة قد تعاني من عيوب جمة. إن تدريب نموذج للذكاء الاصطناعي على مخرجات نموذج آخر من الذكاء الاصطناعي بشكل حصري يؤدي إلى تدهور جودة النموذج الجديد. ويؤدي تكرار هذه العملية - حيث يُدرّب كل نموذج لاحق على مخرجات سابقه - إلى تدهور تدريجي في جودة النماذج الناتجة، وصولًا إلى ما يُعرف بـ "انهيار النموذج" بعد تكرارات متعددة. وقد تم التحقق من صحة هذه الظاهرة من خلال تجارب على التعرف على الخطوط المكتوبة بخط اليد والصور الفوتوغرافية للوجوه البشرية. ونتيجة لذلك تزداد قيمة البيانات التي جمعت من تفاعلات بشرية حقيقية مع الأنظمة، مقارنة بالبيانات التي تضمنت كميات كبيرة من المحتوى المولّد آليًا.
من ناحية أخرى، غالبًا ما تُستخدم البيانات الاصطناعية كبديل للبيانات المستمدة من العالم الحقيقي. ويمكن استخدام هذه البيانات لاختبار صحة النماذج الرياضية وتدريب نماذج التعلم الآلي مع الحفاظ على خصوصية المستخدم،  بما في ذلك البيانات المنظمة. ولا يقتصر هذا النهج على توليد النصوص فحسب؛ بل يشمل أيضًا توليد الصور لتدريب نماذج الرؤية الحاسوبية.

### إساءة الاستخدام في الصّحافة
في يناير 2023 كشف موقع "فوتوريسم دوت كوم" عن استعانة شبكة سي نت بأداة داخلية للذكاء الاصطناعي لم تُكشف عنها من قبل، وذلك لكتابة 77 مقالًا على الأقل. وبعد انتشار الخبر، اضطرت الشبكة إلى تصحيح 41 مقالًا من تلك المقالات. وفي أبريل من العام نفسه، نشرت الصحيفة الألمانية الشهيرة "دي إكتويله" مقابلة مفبركة أنشأها الذكاء الاصطناعي مع السائق السابق مايكل شوماخر، الذي اختفى عن الأنظار منذ عام 2013 إثر إصابته الدماغية في حادث تزلج. وقد تضمنت القصة إشارتين محتملتين إلى طبيعتها الاصطناعية: إحداهما في الغلاف بعبارة "حقيقي بشكل مخادع"، والأخرى في ختام المقابلة نفسها باعتراف صريح بأنها من صنع الذكاء الاصطناعي. وقد أدى ذلك إلى طرد رئيس التحرير في وقت لاحق وسط جدل واسع.
وتشمل المؤسسات الإعلامية الأخرى التي نشرت مقالات - غالبًا ما تحتوي على محتوى أو توقيع مؤلف مشكوك فيه أو مؤكد أنه من صناعة نماذج الذكاء الاصطناعي التوليدي، مصحوبة في كثير من الأحيان بمعلومات زائفة أو أخطاء أو عدم كشف عن استخدام الذكاء الاصطناعي التوليدي - ما يلي:
- نيوز بريك [170][171]
- تملكها مجموعة أرينا
  - سبورتس إليسترايتد[172]
  - ذا ستريت [172]
  - مجلة مينز جورنال [173]
- بي آند إتش فوتو [174]
- تملكها جانيت
  - ذا كولومبوس ديسباتش [175][176]
  - ريفيويد [177]
  - يو إس إيه توداي[178]
- إم إس إن[179]
- نيوز كورب[180]
- تملكها جي/أو ميديا [181]
  - جزمودو[182]
  - جلوبنيك [182]
  - إيه. في. كلوب[182][183]
- صحيفة الأيرش تايمز [184]
- تملكها ريد فنتشرز
  - بانكريت [185]
- بزفيد[186]
- نيوزويك[187]
- هودلاين [188][189][190]
- تملكها أوتسايد إنك.
  - مجلة يوغا جورنال [178]
  - مجلة باكباكر [178]
  - مجلة كلين إيتينج [178]
- هوليوود لايف [178]
- مجلة يو إس ويكلي [178]
- لوس أنجلوس تايمز[178]
- كودي إنتربرايز [191]
- مجلة كوزموس [192]
- تملكها شركة مككلاتشي
  - ميامي هيرالد[178]
  - ساكرامنتو بي[178]
  - صحيفة تاكوما نيوز تريبيون [178]
  - صحيفة ذا روك هيل هيرالد [178]
  - صحيفة ذا موديستو بي [178]
  - صحيفة فورت وورث ستار-تليجرام [178]
  - صحيفة ميرسيد صن-ستار [178]
  - صحيفة ليدجر-إنكوايرر [178]
  - صحيفة كانساس سيتي ستار [178]
  - صحيفة رالي نيوز آند أوبزيرفر [193]
- تملكها شركة زيف ديفيس
  - مجلة بي سي[178]
  - ماشابل[178]
  - موقع أسك مين [178]
- تملكها شركة هيرست
  - مجلة غود هاوسكيبينغ [178]
- تملكها آي إيه سي
  - مجلة بيبول[178]
  - مجلة بيرنتس [178]
  - مجلة فود آند واين [178]
  - إن ستايل[178]
  - مجلة ريل سيمبل [178]
  - مجلة ترافل + ليجر [178]
  - مجلة بتر هومز آند جاردنز [178]
  - مجلة ساوثرن ليفينغ [178]
- تملكها ستريت ميديا
  - إل إيه ويكلي [194]
  - ذا فيليج فويس[194]
- ريفرفرونت تايمز [194]

في مايو من عام 2024 أشارت مجلة "فوتوريسم" إلى أن مقطع فيديو لشركة "أدفون كومرس" التي استغلت الذكاء الاصطناعي التوليدي لإنتاج مقالات متعددة لمنصات مختلفة، يبدو أنه يبين أنهم "أنتجوا عشرات الآلاف من المقالات لأكثر من مائة وخمسين ناشراً".
وقدمت قنوات إخبارية في دولٍ مثل الكويت واليونان وكوريا الجنوبية والهند والصين وتايوان أخبارًا بمذيعين يعتمدون على نماذج الذكاء الاصطناعي التوليدي، الأمر الذي أثار مخاوف بشأن فقدان وظائف المذيعين البشر واهتزاز ثقة الجمهور في الأخبار التي تأثرت تاريخيًا بالعلاقات الطفيلية مع المذيعين أو صناع المحتوى أو المؤثرين على وسائل التواصل الاجتماعي. كما استغل أنصار تنظيم الدولة الإسلامية المذيعين المولَّدين خوارزميًا لنشر رسائلهم.
في عام 2023 ذكرت التقارير أن شركة "غوغل" طرحت أداة على شركات الأخبار تدعي أنها "تنتج قصصًا إخبارية" بناءً على بيانات مدخلة، مثل "تفاصيل الأحداث الجارية". وصف بعض المديرين التنفيذيين لشركات الأخبار الذين شاهدوا العرض تلك الأداة بأنها "تستهين بالجهد المبذول في إنتاج قصص إخبارية دقيقة وفنية".
في شهر فبراير من عام ألفين وأربعة وعشرين، أطلقت شركة غوغل برنامجًا لتقديم مكافآت مالية لكتّاب محتوى مقابل إنتاج ثلاث مقالات يوميًا اعتمادًا على نماذج الذكاء الاصطناعي التوليدي التجريبية. ولم يشترط البرنامج الحصول على تصريح أو موافقة من المواقع الإلكترونية التي يستقي منها الكتّاب مادتهم، كما لم يفرض الإشارة إلى أن المحتوى الناتج قد تم توليده أو المساعدة في إنتاجه بواسطة هذه النماذج.
وقد تعرضت العديد من المواقع الإخبارية والمدونات، من بينها (ذا هيربن، وذا فريسكي، وآبل ديلي، ومدونة أبل غير الرسمية، وآي لونج)، لعمليات احتيال إلكتروني تمثلت في نشر مقالات مولدة بالذكاء الاصطناعي التوليدي.
وقد عبّر السيناتوران الأمريكيان ريتشارد بلومنتال وإيمي كلوبوشار عن مخاوفهما من أن يؤثر الذكاء الاصطناعي التوليدي تأثيرًا سلبيًا على الأخبار المحلية. وفي شهر يوليو 2023، أبرمت شركة أوبن أيه آي شراكة مع مشروع الصحافة الأمريكية لتقديم تمويل لمنافذ الأخبار المحلية بهدف تجربة استخدام الذكاء الاصطناعي التوليدي، وقد أشارت صحيفة أكسيوس إلى احتمال أن تخلق شركات الذكاء الاصطناعي التوليدي اعتمادًا لهذه المنافذ الإخبارية.
أفادت صحيفة واشنطن بوست بأن روبوت المحادثة "ميتا إيه آي"، المُعتمد على نموذج "لاما 3" المتخصص في تلخيص الأخبار، قد أقدم على نسخ مقاطع نصية من تلك الأخبار دون الإشارة الصريحة إلى مصدرها الأصلي، مما يهدد بتقليص حركة الزوار على المواقع الإخبارية الإلكترونية.
ردًا على المخاطر المحتملة الناجمة عن استغلال الذكاء الاصطناعي التوليدي في المجال الصحفي، وخشية إساءة استخدامه، فضلًا عن التخوف من تراجع ثقة الجمهور، أصدرت العديد من المؤسسات الإعلامية العالمية، من قبيل وايرد وأسوشيتد برس وذا كوينت ورابلر والغارديان، إرشادات تفصيلية حول كيفية توظيف الذكاء الاصطناعي والذكاء الاصطناعي التوليدي في أعمالها وكيفية تفادي سوء استعماله.
في يونيو 2024 أصدرت معهد رويترز لدراسة الصحافة تقريرها الرقمي السنوي، وفي استطلاع للرأي شمل الأمريكيين والأوروبيين، أشارت المؤسسة إلى أن نسبة 52% من الأمريكيين و47% من الأوروبيين يشعرون بعدم ارتياح تجاه الأخبار التي ينتجها الذكاء الاصطناعي "بإشراف بشري محدود"، في حين أبدى 23% من الأمريكيين و15% من الأوروبيين ارتياحًا تجاهها. كما أشار 42% من الأمريكيين و33% من الأوروبيين إلى ارتياحهم للأخبار التي ينتجها "البشر بشكل أساسي مع بعض المساعدة من الذكاء الاصطناعي". وكشفت نتائج الاستطلاعات العالمية أن الناس يشعرون بمزيد من عدم الارتياح تجاه الأخبار التي ينتجها الذكاء الاصطناعي في مجالات السياسة (46%) والجريمة (43%) والأخبار المحلية (37%) مقارنة بمواضيع أخبارية أخرى.